# Marcus Livius Drusus Claudianus
Pour les articles homonymes, voir Claudius Pulcher et Drusus.
Marcus Livius Drusus Claudianus (mort en 42 av. J.-C.) est un homme politique de la fin de la République romaine. Il est également le père de Livie et donc le grand-père de l'empereur romain Tibère et l'arrière-grand-père de l'empereur romain Claude.
Marcus est né sous le nom d'Appius Claudius Pulcher. Il doit donc être probablement apparenté à Appius Claudius Pulcher. Son père porte également le même nom et fait partie de la gens Claudia, une des plus illustres familles de Rome, qui date des débuts de la République romaine. Mais par la suite, Appius (le Jeune) est adopté par Marcus Livius Drusus et change son nom d'Appius en Marcus Livius Drusus Claudianus.
Marcus Claudianus est préteur en 50 av. J.-C.
Il se suicide en 42 av. J.-C., lors de la défaite de Marcus Junius Brutus et de Caius Cassius Longinus à la bataille de Philippes, comprenant que la cause républicaine est perdue.

## Famille
Marcus Livius Drusus Claudianus a épousé Aufidia, la fille d'Aufidius Lurco, un magistrat romain. Ils ont ensemble une fille : Livie, qui fut par la suite l'épouse d'Auguste et la mère de l'empereur Tibère.